# Eviation Alice
Alice je modelové označení pro plně elektrický letoun izraelské společnosti Eviation, poprvé testovaný v roce 2022 při krátkém letu v americkém státě Washington. Byl to zároveň první úspěšný let letadla poháněného pouze elektrickou energií, které může v budoucnu přepravovat cestující. Míst pro pasažéry je na palubě celkem 9. V kokpitu jsou dále dvě místa pro piloty. Pro letectví to byl přelomový okamžik, neboť úspěch testu Alice podpořil revoluci pohonných systémů v letectví, ke které naposledy došlo v padesátých letech 20. století, když byly pístové motory nahrazeny proudovými. 
Eviation se se svým modelem orientuje spíše na regionální dopravu neboli Urban Air. Tento způsob dopravy spočívá v transportu osob či nákladu na vzdálenosti v rámci jednotek stovek kilometrů. I přes tuto limitaci je o Alice zájem a dopravní společnosti CapeAir operující na východním pobřeží a středo-východě USA a v Portoriku s Eviation podepsala letter of intent (dohoda o dohodě budoucí), ve které vyjadřuje zájem o 75 letounů typu Commuter.

## Typy letounu
Eviation  v tuto chvíli nabízí 3 typy Alice:

### Commuter
Typ nabízející přepravu pro co nejvyšší počet lidí, na palubě je místo pro 9 cestujících a 2 členy posádky (piloti).

### Executive
Typ zaměřující se na maximální komfort cestujících, v letadle je rozsáhlý prostor pro nejrůznější osobní předměty, se kterými může chtít člověk cestovat, ať už se jedná o golfové hole, lyže, či dokonce kola, na palubě je místo pro 6 pasažérů a 2 členy posádky.

### Cargo
Typ uzpůsobený pro výhradní přepravu zboží, skladovací prostor s dvěma přístupovými vchody má užitný objem 12,7 metrů krychlových.

## Technické specifikace
Eviation uvádí, že Alice je při provozu dosáhnout maximální rychlosti 260kts. Za definovaných podmínek potřebuje Alice k vzletu 839 metrů a k přistání pouze 622 metrů. Z maximální povolené hmotnosti celého letadla, která je stanovena na 8350 kg, je u typu Commuter 1134 kg vyhrazeno pro cestující či náklad. Dalších 3,6 tuny je přiřazeno hmotnosti baterií. I přes své malé rozměry je Alice nejprostornějším letadlem ve své váhové kategorii FAR23. Letadlo disponuje elektrickou přípojkou pro střídavé napětí 800 V, čímž se zásadně redukuje doba napájení, která je pro let trvající 1 hodinu stanovena na 30 minut. 
- Šířka: 19,2 metru
- Délka: 17,4 metru
- Výška: 3,84 metru
- Maximální hmotnost: 8350kg
- Maximální hmotnost nákladu (Commuter): 1134 kg
- Skladovací prostor (Cargo): 12,7 metrů krychlových
- Výška kabiny: 1,5 metru
- Šířka kabiny: 1,93 metru
- Hmotnost baterií: 3600 kg
- Kapacita baterií: 900 kWh
- Výkon motoru: 1300 kW

### Pohonný systém
Jak již bylo zmíněno, Alice je plně elektrickým letounem. Veškerou energii, kterou k provozu potřebuje, ukládá do dedikovaných baterií s kapacitou 900 kWh. Tyto baterie vážící 3,6 tuny jsou dle slov CEO společnosti Eviation Gregory Davise ekvivalentní k monožstí leteckého paliva, které by se za letu spotřebovalo, kdyby byla Alice poháněna proudovými motory. Baterii jsou dimenzovány tak, aby vydržely alespoň 3000 hodin provozu. Na ocase letadla jsou dva elektrické motory dodávané společností magniX. Přesněji se jedná o dvě jednotky magni650 s celkovým výkonem 1300 kW.  Synchroní motory s permanentními magnety jsou doplněny o čtyři střídače magni100, které odebírají stejnosměrné napětí z baterií a motoru dodávají střídavé. Motor pohání hřídel, na jejímž konci je vrtule s konstantními otáčkami. Uvnitř krytu kónického středu vrtule je ukryta převodovka, která napájí olejové čerpadlo a mazací systém.